# Passatge de Josep Llovera
El Passatge de Josep Llovera és un carrer del barri barceloní de Sant Gervasi - Galvany, al districte de Sarrià - Sant Gervasi. El carrer porta el nom del pintor reusenc Josep Llovera i Bufill, qui també té un carrer a la seva ciutat natal.
El Passatge de Josep Llovera és un petit carrer d'un únic sentit que uneix el carrer Avenir amb la Travessera de Gràcia. Hi destaquen les tres cases unifamiliars envoltades de jardí que van ser projectades per Enric Sagnier i Villavecchia entre 1912 i 1914. En una d'aquestes cases, va tenir la seva primera seu l'escola de negocis ESADE, des de la seva fundació l'any 1958 fins al 1965, quan es va traslladar a l'actual campus, al barri de Pedralbes.
Inicialment conegut com a Passatge de Maria Eugenia, l'any 1921 va passar a denominar-se Passatge de José Llovera. El 1933, l'Ajuntament va modificar-ne l'hodònim pel de Catorze d'Abril en homenatge a la data en què es va proclamar la Segona República Espanyola. El carrer va recuperar el seu nom anterior l'any 1939, en el marc de la revisió del nomenclàtor de Barcelona per part de les autoritats del règim franquista un cop finalitzada la Guerra civil espanyola.